# コリアー郡 (フロリダ州)
コリアー郡（英: Collier County）は、アメリカ合衆国フロリダ州のフロリダ半島南部に位置する郡である。人口は37万5752人（2020年）。郡庁所在地はネイプルズ市であり、同郡で人口最大の都市である。
コリアー郡はその全体でネープルズ・イモカリー・マルコアイランド大都市圏を構成している。この大都市圏はアメリカ合衆国行政管理予算局が定義し、アメリカ合衆国国勢調査局などの機関が統計目的に利用している。ネイプルズ市とマルコアイランド市、およびイモカリー国勢調査指定地域がこの大都市圏の主要都市に指定されている。最初に都市圏に指定されたのは1990年であり、ネイプルズ大都市統計地域と呼ばれた。2003年にマルコアイランド市が、さらに2013年にイモカリー国勢調査指定地域が主要都市に追加され、現在の名称になった。

## 歴史
コリアー郡は1923年にリー郡から分離して設立された。郡名はニューヨーク市の広告業界の大立て者であり、不動産開発業者のバロン・コリアーに因んで名付けられた。コリアーはフロリダ州南西部に移転してきて、著名土地所有者として身を立てた。コリアーは州議会が自分の名前を冠する郡を前向きに検討していることと引き替えに、当時のリー郡（現在のリー、コリアー、ヘンドリー、グレーズ、シャーロット各郡を含んでいた）にタミアミ・トレイルを建設することに合意した。コリアー郡という名前が付けられると、「ジュリエットと一緒に休暇で初めてここに来たとき、地域全体を購入するとは思わなかったし、新しいタミアミ・トレイルの建設費を払うなんて予測もしなかったが、半分は考えていたかもしれない。しかし1つの郡が私の名前をつけるなんてとても予測できなかった。」と言ったと伝えられている。

## 地理
コリアー郡はフロリダ州メキシコ湾岸の南端近くに位置している。アメリカ合衆国国勢調査局に拠れば、郡域全面積は2,304.93平方マイル (5,969.7 km2)であり、このうち陸地2,025.34平方マイル (5,245.6 km2)、水域は279.59平方マイル (724.1 km2)で水域率は12.13%である。面積では、パームビーチ郡に次いで州内第2位である。南東部の全体はビッグサイプレス国立保護区の中に入っている。エバーグレーズ国立公園最北部は郡の南部海岸に入ってきている。

### 主要高規格道路
- 州間高速道路75号線
- アメリカ国道41号線
- フロリダ州道29号線
- フロリダ州道84号線
- フロリダ州道951号線

### 隣接する郡
- ヘンドリー郡 - 北
- ブロワード郡 - 東
- マイアミ・デイド郡 - 南東
- モンロー郡 - 南
- リー郡 - 北西

### 国立保護地域
- ビッグサイプレス国立保護区（部分）
- エバーグレーズ国立公園（部分）
- フロリダ・パンサー国立野生生物保護区
- テンサウザンドアイランド国立野生生物保護区

## 人口動態
以下は2000年国勢調査による人口統計データである。
| 基礎データ - 人口: 251,377人 - 世帯数: 102,973 世帯 - 家族数: 71,257 家族 - 人口密度: 48人/km2（124人/mi2） - 住居数: 144,536軒 - 住居密度: 28軒/km2（71軒/mi2） 人種別人口構成 - 白人: 86.06% - アフリカン・アメリカン: 4.54% - ネイティブ・アメリカン: 0.29% - アジア人: 0.62% - 太平洋諸島系: 0.06% - その他の人種: 6.19% - 混血: 2.23% - ヒスパニック・ラテン系: 19.61% 言語による構成 - 英語：75.3% - スペイン語：17.8% - フランス系クレオール語：2.3% - ドイツ語：1.2% 年齢別人口構成 - 18歳未満: 19.9% - 18-24歳: 6.6% - 25-44歳: 24.6% - 45-64歳: 24.5% - 65歳以上: 24.5% - 年齢の中央値: 44歳 - 性比（女性100人あたり男性の人口） - 総人口: 100.3 - 18歳以上: 99.2 | 世帯と家族（対世帯数） - 18歳未満の子供がいる: 22.7% - 結婚・同居している夫婦: 58.1% - 未婚・離婚・死別女性が世帯主: 7.2% - 非家族世帯: 30.8% - 単身世帯: 24.5% - 65歳以上の老人1人暮らし: 11.9% - 平均構成人数 - 世帯: 2.39人 - 家族: 2.79人 収入と家計 - 収入の中央値 - 世帯: 48,289米ドル - 家族: 54,816米ドル - 性別 - 男性: 32,639米ドル - 女性: 26,371米ドル - 人口1人あたり収入: 31,195米ドル - 貧困線以下 - 対人口: 10.3% - 対家族数: 6.6% - 18歳未満: 16.2% - 65歳以上: 4.3% |

## 都市と町

### 法人化自治体
- ネイプルズ - 郡庁所在地
- マルコアイランド
- エバーグレーズ

### 未編入の町
| - アベマリア - チョコロスキー - イーストネイプルズ - ゴールデンゲイト - グッドランド - イモカリー | - リーライリゾート - リーライ - ネイプルズメナー - ネイプルズパーク - オチョピー - オレンジツリー | - ペリカンベイ - パインリッジ - プランテーションアイランド - ビニヤーズ |

## 教育
郡内の公共教育はコリア郡教育学区委員会が運営している。

## 政治
| 年     | 勝者   | 敗者   | その他 |
| 年     | 共和党 | 民主党 | その他 |
| ------ | ------ | ------ | ------ |
| 2008年 | 60.8%  | 38.4%  | 0.8%   |
| 2004年 | 65.0%  | 34.1%  | 0.9%   |
| 2000年 | 65.6%  | 32.5%  | 1.9%   |
| 1996年 | 58.7%  | 32.0%  | 9.3%   |
| 1992年 | 53.4%  | 26.1%  | 20.5%  |
| 1988年 | 74.9%  | 24.6%  | 0.5%   |

## 大衆文化の中で
1994年の映画『エース・ベンチュラ』の中で、コリアー郡は架空の運動家レイ・フィンクルの故郷とされ、「コリアー郡から出た唯一プロの運動家」と表現された。エースはレイの家族を見つけるためにコリアーを訪れる。
テレビ連続ドラマの『デクスター 警察官は殺人鬼』でも、デクスターとトリニティ・キラーとの休憩施設会合の場とされた。

### 政府関連
- Collier County official website / Board of County Commissioners official website
- Collier County Supervisor of Elections
- Collier County Property Appraiser
- Collier County Sheriff's Office
- Collier County Tax Collector

### 特殊地区
- Collier County Public Schools
- South Florida Water Management District

### 司法関連
- Collier County Clerk of Courts
- Public Defender, 20th Judicial Circuit serving Charlotte, Collier, Glades, Hendry and Lee Counties
- Office of the State Attorney, 20th Judicial Circuit
- Circuit and County Court for the 20th Judicial Circuit of Florida

#### リサイクルセンター
- Naples Computer Recycling

### 観光
- Naples Marco Island Everglades Convention and Visitors Bureau
- Naples Florida

座標: 北緯26度05分 西経81度24分 / 北緯26.08度 西経81.40度